# Alfred Hart Everett
Alfred Hart Everett (* 11. Oktober 1848; † 18. Juni 1898 in London) war ein britischer Beamter und Verwaltungsangestellter in Borneo. Daneben machte er sich einen Namen als Ornithologe, Naturforscher und zoologischer Sammler.

## Leben
Everett wurde auf den Norfolkinseln geboren. 1869 ging er nach Sarawak im nordwestlichen Teil von Borneo, um dort naturkundliche Sammlungen durchzuführen. Nach zwei Jahren trat er im Auftrag der Weißen Rajas von Borneo als britischer Resident des Baram-Distrikts in den Dienst des Königreichs Sarawak.
Als ein Mann der ersten Stunde trat er noch vor Unterzeichnung der königlichen Charter im September 1879 in den Dienst der späteren North Borneo Chartered Company und wurde damit beauftragt, Ruhe und Ordnung in Papar und Abai herzustellen. Ab 1881 wurde er zum Residenten der West Coast Residency ernannt und mit dem Aufbau der neuen Hauptstadt von Britisch Nord-Borneo in Kudat beauftragt. Aus gesundheitlichen Gründen gab er 1883 dieses Amt zurück, um sich in England einer Behandlung zu unterziehen.
Everett kehrte Anfang 1885 nach Borneo zurück und wurde noch im gleichen Jahr von Charles Johnson Brooke als sein Konsul am Hof des Sultan von Brunei berufen. Auch sein Bruder H. H. Everett siedelte nach Sarawak über.
Ausgestattet mit einer Prospektionslizenz der North Borneo Chartered Company führte er seine naturkundlichen Forschungen in Nord-Borneo und Sarawak fort.
1891 wurde A. H. Everett als ordentliches Mitglied in die Britische Ornithologische Union aufgenommen.
Everett blieb ledig und starb am 18. Juni 1898 in London.

## Zoologische Sammlung
Everett sammelte im Auftrag von Arthur Hay, 9. Marquess of Tweeddale, Walter Rothschild und anderen reichen Sammlern. Er wurde bekannt für seine Sammlung von Vögeln und Säugetieren aus Borneo und den Philippinen.
Viele der von Everett gesammelte Tiere wurden im Tring-Museum und im British Museum ausgestellt.
Everett war Namensgeber für verschiedene Tiere, darunter:

### Vögel
- Everett-Spinnenjäger (Arachnothera everetti)
- Braunrücken-Mistelfresser (Dicaeum everetti)
- Rotschopfyuhina (Staphida everetti)
- Everettdrossel (Zoothera everetti)
- Everettbrillenvogel (Zosterops everetti)
- Rotscheiteltesia (Tesia everetti)
- Sumbalaufhühnchen (Turnix everetti)
- Sumbahornvogel (Rhyticeros everetti)
- Sumbahornvogel (Aceros everetti)
- Everettmonarch (Monarcha everetti)
- Everettbülbül (Ixos everetti)
- Flores-Zwergohreule (Otus alfredi)

### Säugetiere
- Borneo-Sonnendachs (Melogale everetti)
- Borneo-Berghörnchen (Dremomys everetti)
- Philippinen-Spitzhörnchen (Urogale everetti)
- Philippinische Waldratte (Rattus everetti)

### Frösche
- Everett-Laubfrosch (Litoria everetti)

### Fische
- Clownbarbe (Puntius everetti)